# Indefinitum
Indefinitum ist in der Grammatik die Bezeichnung für einen Ausdruck der als indefinit markiert ist oder indefinite Bedeutung hat. Die Bezeichnung wird oft in einem engeren Sinn verwendet und bezeichnet dann Indefinitpronomen oder, noch enger, eine Untergruppe von Indefinitpronomen unter Ausschluss von Fragepronomen und quantifizierenden Pronomen. Parallel dazu werden auch indefinite Adverbien, z. B. irgendwo, als Indefinita bezeichnet.
In einem weiteren Sinne wird als Indefinitum auch jeder zusammengesetzte Ausdruck bezeichnet, der im Ganzen indefinit ist, also indefinite Nominalphrasen wie z. B. ein Kind, zwei Kinder oder Kinder im Vorschulalter.